# Glade Interface Designer
Glade Interface Designer（グレード・インターフェース・デザイナー）またはGladeはGTK用GUIビルダであり、GNOME用追加コンポーネントを含む。第3版では一種のプログラミング言語となっており、イベントとは独立していてイベント用コードも生成しない。その代わりに適当なバインディング（例えば、Ada言語なら gtkada）で使えるXMLファイルを生成する。
Gladeには3つのバージョンがあり、1つはGTK 1向け、残る2つはGTK 2向けである。自由ソフトウェアであり、GNU General Public Licenseで配布されている。

## 歴史
最初のGladeはバージョン0.1で、1998年4月18日にリリースされた。
Glade 3がリリースとなったのは2006年8月12日で、Gladeのウェブサイトによれば、エンドユーザーから見た主な変更点は以下のとおりである。
- あらゆる操作でUndo/Redoサポート
- 複数プロジェクトをオープンできる
- コード生成の排除
- Devhelpによる文脈ヘルプシステム

最大の違いはその中身にある。Glade 3は完全に書き換えられており、GTK 2の新機能やGObjectシステムの利点を生かすようになっている。実際、Glade 2がGTK 2に移植される前からGlade 3のプロジェクトが開始されていた。従ってGlade 3のコードベースは小さく、新たな機能が追加されている。例えば、次のようなものがある。
- 「着脱可能 (pluggable)」なウィジェットのカタログ。外部ライブラリの持つウィジェット群を実行時にGladeが検出できる。実際Glade 3はGTKの標準ウィジェットしかサポートしておらず、GNOME UIとDBウィジェットは別に提供される。
- 各種Gladeツール（パレット、エディタなど）がウィジェットとして実装されている。このため、AnjutaやScaffoldといったIDEとの統合が容易で、Glade UIの変更が容易である。

## GladeXML
GladeXML は、Glade Interface Designerがフォームをセーブする際のXMLフォーマットである。この文書と libgladeライブラリを使うことでGTKを使ったフォームを実際に生成できる。

## モックアップ（木型）
GladeはGUIプログラムのモックアップの設計に使える。

## 他のGTKデザイナー
GTKを使ったGUIアプリケーションの設計ができるアプリケーションはGladeだけではない。以下に他の例を挙げる。
- Crow Designer
- Enveria Development IDE
- Gazpacho

## コードスケッチャー
コードスケッチャーとは、GladeXMLファイルからユーザーがソースコードを生成する際の補助となるアプリケーションである。コードスケッチャーの多くはlibgradeとGladeXMLファイルを使うソースコードを生成するが、一部はGladeXMLファイルを必要としないコードを生成できる。以下の表は主なGladeXMLコードスケッチャーを比較したものである。
| 名称                       | 作者                                | 言語               | ライセンス           |
| -------------------------- | ----------------------------------- | ------------------ | -------------------- |
| eglade                     | Daniel Elphick                      | Eiffel             | Eiffel Forum License |
| Gladex                     | Christopher Pax, Charles Edward Pax | Perl, Python, Ruby | GPL v3               |
| glc                        | Bill Allen                          | Python             | LGPL                 |
| ruby-glade-create-template | 武藤昌夫                            | Ruby               |                      |
| Tepache                    | Sandino Flores Moreno               | Python             | LGPL                 |